# Isabellaspett
Isabellaspett (Dendrocopos macei) är en fågel i familjen hackspettar inom ordningen hackspettartade fåglar som huvudsakligen förekommer i Indien. Beståndet anses vara livskraftigt.

## Utseende
Isabellaspetten är en 18–19 cm lång huvudsakligen svartvit hackspett. Den är lik sina nära släktingar streckbröstad hackspett (D. atratus) och prickbröstad hackspett (D. analis) med röd hjässa hos hanen, rödrosa undergump, vitbandad svart rygg och streckad beigefärgad undersida. Den skiljer sig dock från den förra arten genom mindre storlek, mindre näbb, mer diffus streckning undertill, mindre rött på pannan, isabellafärgad anstrykning på huvud- och halssidor (därav namnet, streckbröstad hackspett är vit) och vit bandning även på övre delen av manteln där atratus är ostreckat svart.
Från analis, tidigare behandlad som underart till isabellaspetten, utmärker den sig genom tydligare röd undergump, mindre vit bandning på stjärten, mer utbredd streckning (ej prickar) på bröstet, större storlek och mörkare näbb.

## Utbredning och systematik
Isabellaspett delas in i två underarter med följande utbredning:
- Dendrocopos macei westermanni – förekommer i norra Pakistan, nordvästra Indien (Himachal Pradesh) och västra Nepal
- Dendrocopos macei macei – förekommer i centrala Nepal till norra Myanmar och östra indiska halvön (Andhra Pradesh och Odisha)

Tidigare ansågs prickbröstad hackspett (Dendropos analis) vara en underart av isabellaspett.

## Status och hot
Arten har ett stort utbredningsområde och en stor population med stabil utveckling och tros inte vara utsatt för något substantiellt hot. Utifrån dessa kriterier kategoriserar internationella naturvårdsunionen IUCN arten som livskraftig (LC). Världspopulationen har inte uppskattats men den beskrivs som alltifrån sällsynt till vanlig.

## Namn
Fågelns vetenskapliga artnamn hedrar Jean Macé, läkare, naturforskare och samlare av specimen i bland annat Indien. Artens svenska namn syftar på färgnyansen isabell, gulvitt till smutsgult. Färgen sägs ha fått sitt namn efter den spanska prinsessan Isabella, Filip II:s dotter. Då Isabellas gemål ärkehertig  Albrekt av Österrike belägrade Ostende, ska hon ha lovat att inte byta linne förrän staden hade intagits. Då belägringen varade tre år (1601-1604) antog linnet under tiden den smutsgula färg som betecknas som isabellfärg. Samma historia berättas om drottning Isabella I av Kastilien vid Granadas belägring 1492. Benämningen är känd i svenskan sedan 1637.